# Ислейтар
 Ислейта́р  — село в Атнинском районе Татарстана. Входит в состав Кулле-Киминского сельского поселения.

## География
Находится в 4 км от реки Илеть, в 25 км к северо-западу от села Большая Атня.

## История
Известно с 1710 года. 
В XVIII — первой половине XIX века жители относились к сословию государственных крестьян. Основные занятия жителей в этот период — земледелие и скотоводство.
В «Списке населённых мест Российской империи», изданном в 1866 году по сведениям 1859 года, населённый пункт упомянут как казённая деревня Ислейтар (Аря) Царёвококшайского уезда Казанской губернии (2-го стана). Располагалась по транспортному тракту из города Казани в Вятскую губернию, при озёрах, в 122 верстах от уездного города Царёвококшайска и в 8 верстах от становой квартиры в казённой деревне Уразлино (Казаклар). В деревне, в 116 дворах проживали 707 человек (341 мужчина и 366 женщин), была мечеть.
В 1859 году в селе была построена двухэтажная мечеть (действовала до 1937 г.).
В начале XX века в селе действовали кузница, ветряная мельница, мануфактурная и 4 мелочные лавки. В этот период земельный надел сельской общины составлял 1583 десятины.
До 1920 года село входило в Кулле-Киминскую волость Царёвококшайского (с 1919 г. — Краснококшайский) уезда Казанской губернии. С 1920 года в составе Арского кантона ТАССР. С 10 августа 1930 года в Тукаевском, с 25 марта 1938 года в Атнинском, с 12 октября 1959 года в Тукаевском, с 1 февраля 1963 года в Арском, с 25 октября 1990 года в Атнинском районах.
В 1930-е годы в селе была организована промартель, в 1959 году — колхоз, с 1998 года коллективное предприятие, с 2003 года сельскохозяйственный производственный кооператив, с 2006 года ООО «Кулле-Кими», с 2011 года ООО «Дусюм».

## Население
| 1782 | 1859 | 1897 | 1908 | 1920 | 1926 | 1938 | 1949 | 1958 | 1970 | 1979 | 1989 | 2002 | 2010 | 2015 |
| ---- | ---- | ---- | ---- | ---- | ---- | ---- | ---- | ---- | ---- | ---- | ---- | ---- | ---- | ---- |
| 91   | 707  | 1115 | 1233 | 1226 | 1220 | 1344 | 975  | 760  | 655  | 527  | 361  | 333  | 289  | 267  |

Национальный состав села — татары.

## Экономика
Жители работают преимущественно в ООО «Дусюм» (полеводство, молочное скотоводство, овцеводство).

## Инфраструктура
В селе действуют начальная школа (с 1932 г.), дом культуры, библиотека, фельдшерско-акушерский пункт.

## Религия
Мечеть (с 2005 г.).